# José Quintanilla
José Antonio Quintanilla Escobar (ur. 29 października 1947 w Sonsonate, zm. w 1977) – salwadorski piłkarz, reprezentant kraju grający na pozycji pomocnika. 

## Kariera klubowa
José Quintanilla podczas kariery piłkarskiej występował w klubach Atlético Marte San Salvador, Once Municipal i Alianza San Salvador.

## Kariera reprezentacyjna
José Quintanilla grał w reprezentacji Salwadoru w latach sześćdziesiątych i siedemdziesiątych. W 1968 roku wystąpił na Igrzyskach Olimpijskich w Meksyku, gdzie wystąpił w przegranych meczach z Izraelem, Węgrami i zremisowanym z Ghaną. W 1968 i 1969 roku uczestniczył w eliminacjach Mistrzostw Świata 1970. Na Mundialu w Meksyku wystąpił w spotkaniach Meksykiem i Belgią.